# 格里米蘇亞

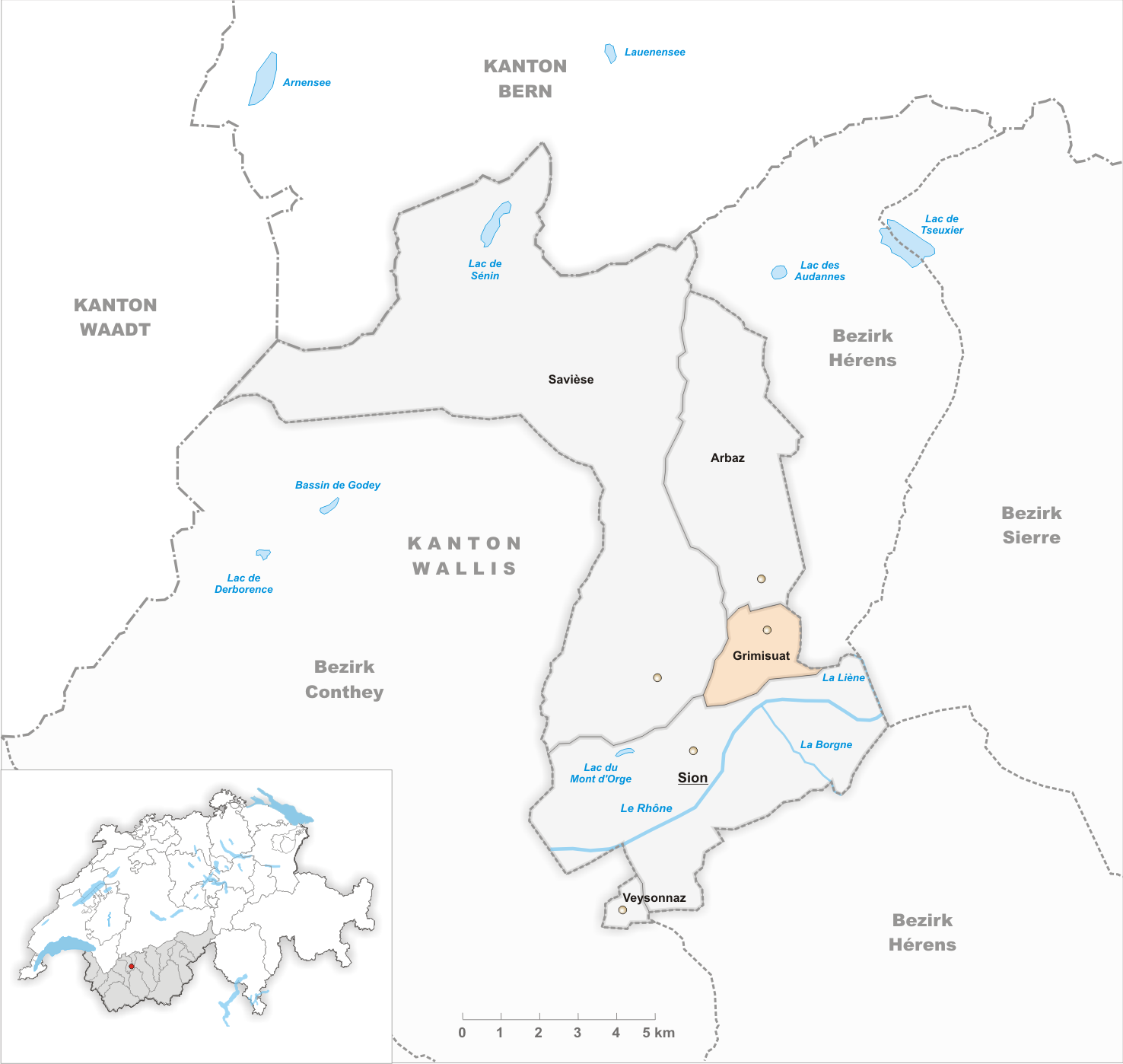
格里米蘇亞地理位置

格里米蘇亞（德語：Grimisuat）是瑞士的城鎮，位於該國南部，由瓦萊州負責管轄，面積4.44平方公里，海拔高度882米，2011年人口2,868，八成半人口信奉羅馬天主教，人口密度每平方公里646人。

## 外部連結
- Official website （法文）